# Franco Bitossi
Franco Bitossi, född 1 september 1940 i Camaioni di Carmignano, är en tidigare professionell tävlingscyklist från Italien. Han kallades ibland för Cuore matto ("Galet hjärta") eftersom han led av arytmier och han var därför ofta tvungen att stanna i mitten på etapperna för att vila ett tag innan han kunde fortsätta.

## Karriär
Franco Bitossi blev professionell 1961, och vann 171 tävlingen under sin karriär. Han avslutade sin karriär 1978.
Han vann Schweiz runt och Züri Metzgete under säsongen 1965. Han vann Züri Metzgete åter 1968. Han vann Tirreno-Adriatico, Lombardiet runt och Coppa Agostoni under 1967, medan han året därpå blev den första italienaren att vinna den gröna poängtröjan i Tour de France. Bitossi blev italiensk mästare i linjelopp 1970, en tävling som han också vann 1976.
Under 1972 var han nära att vinna världsmästerskapen som gick av stapeln i den franska staden Gap. Han slutade några meter bakom sin landsman Marino Basso. Under världsmästerskapen 1977 i San Christóbal i Venezuela slutade han trea bakom Francesco Moser och Dietrich Thurau.

## Främsta meriter
1965
Schweiz runt
Züri Metzgete
1966
Tour de France:
Vinst på etapperna 5 och 17
1967
Tirreno-Adriatico
Lombardiet runt
Coppa Agostoni
1968
Züri Metzgete
Tour de France:
 Poängtävlingen
Vinst på etapperna 7 och 16
1969
Giro d'Italia:
 Poängtävlingen
Coppa Agostoni
1970
 Italien Nationsmästare - linjelopp
Giro d'Italia:
 Poängtävlingen
Lombardiet runt
Katalonien runt
1971
Coppa Agostoni
1976
 Italien Nationsmästare - linjelopp